# Tepuihyla
Tepuihyla é um gênero de anfíbios da família Hylidae.
As seguintes espécies são reconhecidas:
- Tepuihyla aecii Ayarzagüena, Señaris & Gorzula, 1993
- Tepuihyla edelcae (Ayarzagüena, Señaris & Gorzula, 1993)
- Tepuihyla exophthalma (Smith and Noonan, 2001)
- Tepuihyla luteolabris Ayarzagüena, Señaris & Gorzula, 1993
- Tepuihyla obscura Kok, Ratz, Tegelaar, Aubret & Means, 2015
- Tepuihyla rodriguezi (Rivero, 1968)
- Tepuihyla shushupe Ron, Venegas, Ortega-Andrade, Gagliardi-Urrutia & Salerno, 2016
- Tepuihyla tuberculosa (Boulenger, 1882)
- Tepuihyla warreni (Duellman and Hoogmoed, 1992)